# Rocca Montis Dragonis

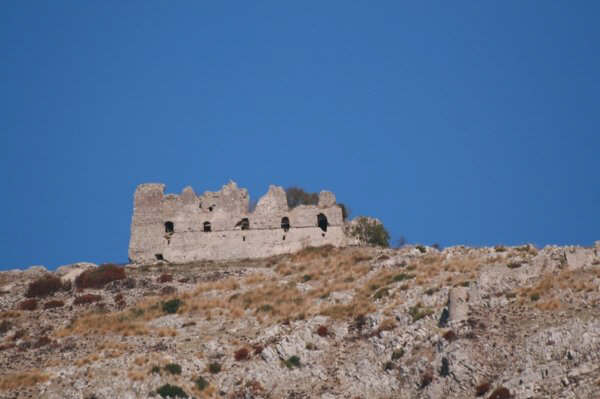
Rocca Montis Dragonis, sommità centrale

La Rocca Montis Dragonis è una rocca medievale, costruita sul Monte Petrino, che si affaccia sulla città di Mondragone.
Sulla sommità del monte si recarono una parte dei superstiti della colonia di Sinuessa e vi edificarono i primi insediamenti. La sua costruzione è avvenuta in epoche differenti poiché le torri, che ancora s'intravedono, hanno forme diverse: quadrate e circolari.

## Caratteristiche

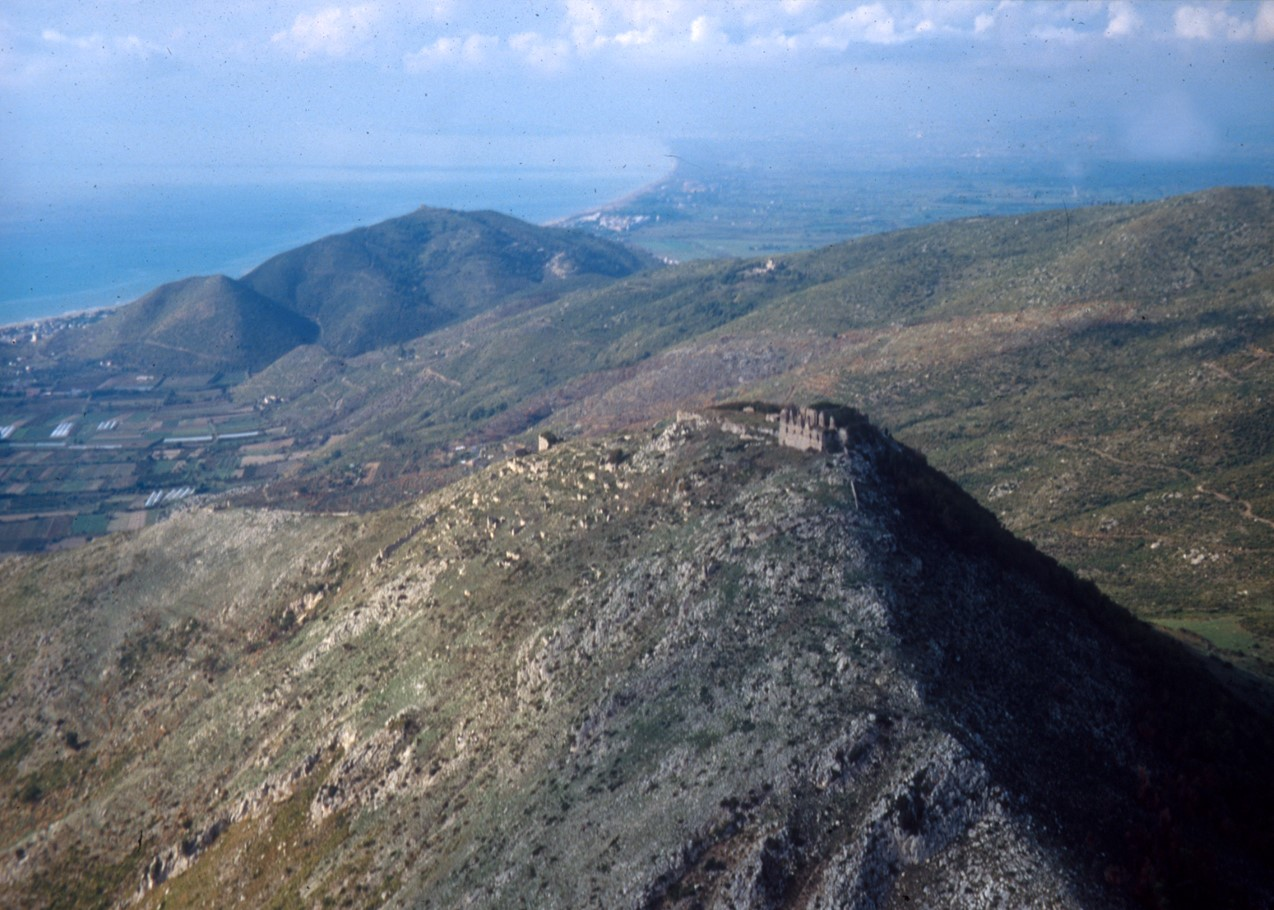
Vista dall'alto della Rocca per mezzo di un drone

Le più antiche notizie della Rocca Montis Dragonis sono più o meno certe, alcune ancora avvolte da dubbi e da misteri. La sua costruzione e tutta l’architettura risale sicuramente al periodo del Medioevo perché ha come caratteristica dell'epoca le cosiddette "bocche da fuoco" e i propugnacoli. La struttura dei cornicioni, delle volte e delle finestre, nonché i materiali usati,  indicano, tuttavia, che l'ultima modifica strutturale della Rocca sia stata effettuata tra il 1400 e il 1500, durante il periodo della dominazione aragonese sul Regno di Napoli.
Sulla sommità del Monte Petrino, si erge il maestoso palazzo, un edificio di forma a "L", composto da due piani. Il secondo livello, attualmente, si intravede soltanto poiché oltre all'erosione di tempo e natura - anche con i bombardamenti della guerra - ha subito ingenti danni strutturali. Lo stesso è circondato da piccole costruzioni che scendono verso nord e che sono nate dalle prime vere edificazioni (a sostituzione dei villaggi) fatte prima dai Longobardi, ampliate dai Normanni e completate dagli Aragonesi. Al piano terra, poi, non vi sono vani di entrata, ma solo cinque bocche da fuoco larghe non più di 70 centimetri. Il piano superiore, per quel che resta, aveva cinque magnifiche finestre, larghe 1,80 e alte 3,10 con cimase a triangolo.
Inoltre il palazzo era composto nel suo interno da cinque camere e tra queste un lungo e largo camerone. L’entrata, vista la difficoltà d'accesso nella parte frontale, doveva essere laterale o posteriore. Misteriosi, invece, sono gli indizi di ipotetici sotterranei. Alcuni affermano che essi conducano alla base del Monte e addirittura che vi fossero collegamenti con l'attuale Palazzo Ducale. Ma tali testimonianze non risultano dimostrabili. Ciò che può essere menzionata tuttavia, è una grotta sotterranea scoperta in località San Rocco, sulla via Appia antica, che costeggia il Monte Petrino. In questa zona, all'interno della chiesa sconsacrata di San Rocco (XVII sec. d. C.), durante i lavori di ristrutturazione di un ristorante e B&b, sui resti di una antica villa rustica del II sec. a.C., è stata rinvenuta una grotta che sembrerebbe proseguire al di sotto della strada, fino alla base del Monte. Essa, tuttavia, è stata fatta chiudere dalla Sovrintendenza dei Beni Culturali di Caserta e Benevento per mancanza di fondi e si attendono nuove iniziative archeologiche per la prosecuzione degli scavi.
Tornando alla Rocca, sulla cresta del monte, ad un centinaio di metri di distanza, nella parte occidentale, si erge una torre a forma rotonda, che si presume mettesse in comunicazione il castello con un passeggiatoio superiore dall'incredibile panorama.
La zona abitata, invece, situata in prossimità del palazzo, era formata da una serie di strutture ad un solo livello ove si scorgono tuttora i fori per le travi delle soffitte, le quali furono agganciate in modo tale che il tetto fosse delle stesse dimensioni delle fondamenta. Vi sono, altresì, alcune cisterne, molte delle quali scoperte durante le campagne di scavo e che evidentemente avevano l'utilità di immagazzinare l'acqua piovana. Tra queste una vasca grandissima situata sulla sommità del monte, lunga e profonda circa 4 metri e larga 15, le cui pareti sono rivestite di un intonaco doppio e resistente.

## Scavi archeologici
Gli scavi archeologici, finanziati dal Comune, dal 1999 al 2009 hanno permesso di ricreare le condizioni di vita di quel periodo e le strutture di quel complesso fortificato ubicato sul monte. L’insieme architettonico della Rocca costituisce un nucleo insediativo fortificato di notevole interesse e di particolare rilievo per le caratteristiche di occupazione del territorio. Le indagini svolte durante le campagne di scavo hanno permesso di dimostrare lo stato di conservazione di tutto l’insediamento che, pur presentandosi completamente abbandonato e con tutti i singoli edifici in stato di rudere, conserva ancora leggibile sul terreno la disposizione topografica dell’ultima fase di occupazione risalente al periodo tardo-medievale, non avendo subito rioccupazioni o rifacimenti successivi.

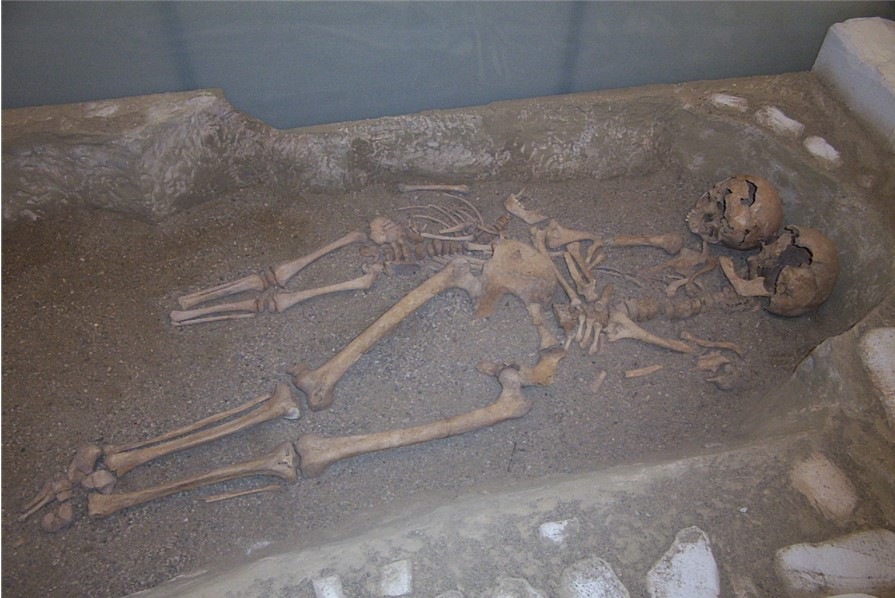
Plastico - riproduzione di una sepoltura rinvenuta nella chiesa

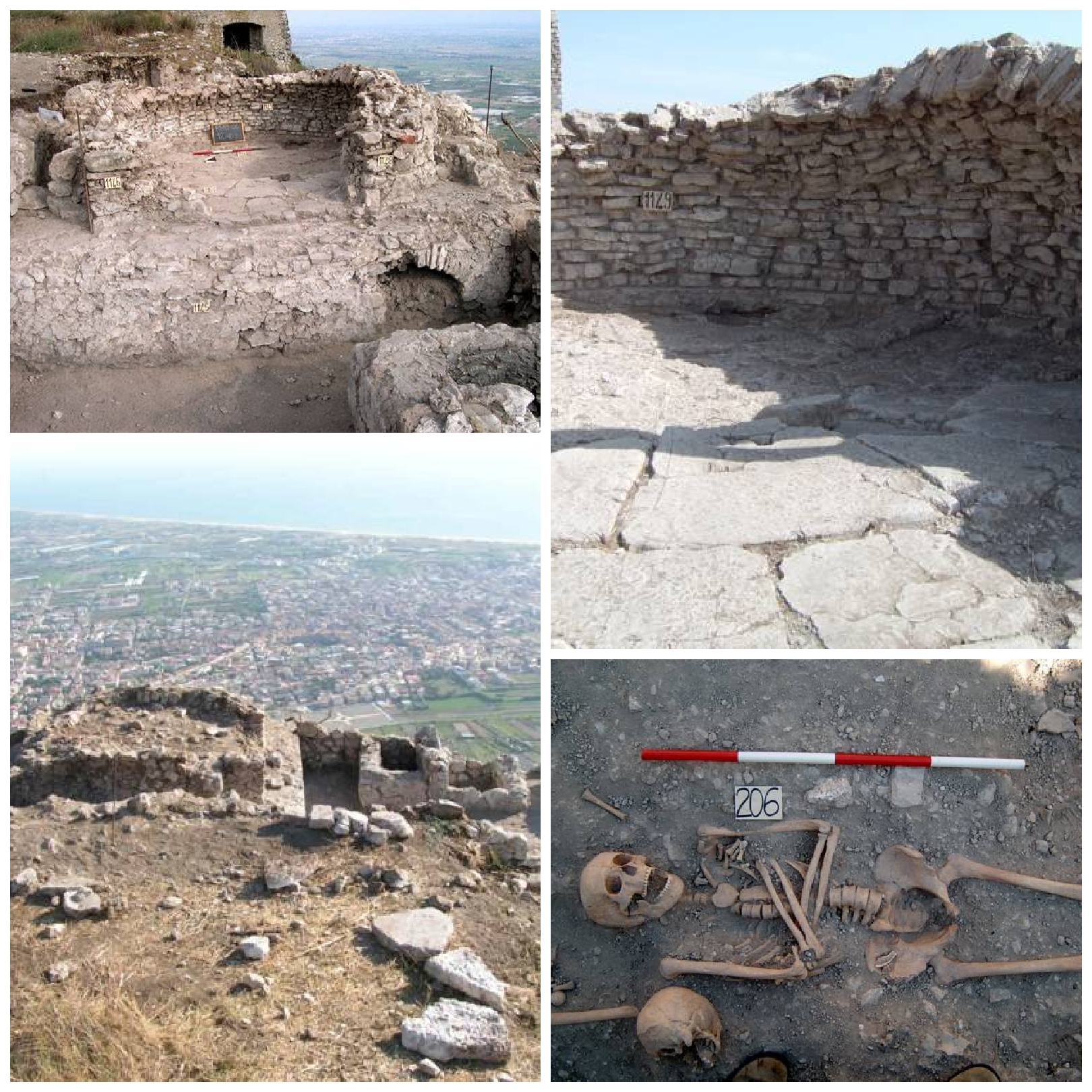
Parte degli scavi - Campagna 2003/2004

Sono stati identificati tre insediamenti principali: un insieme di strutture realizzate sulla parte rocciosa che costituisce la piana sommitale del Monte Petrino, il quale comprende un edificio di grandi dimensioni, con forma ad  “L”, una grande cisterna, alcune più piccole e altre strutture, costruite l'una attaccata all'altra su una prima cortina muraria. In particolar modo, nella parte sommitale, negli ultimi anni di scavi archeologici, è stata fatta una importante scoperta. È stata rinvenuta una fornace, a pianta circolare, probabilmente utilizzata per la produzione del vetro e ceramica, risalente al XII secolo e realizzata in pietre di calcare. Lo stato di conservazione è quasi integrale, rappresentando un unicum in Italia.

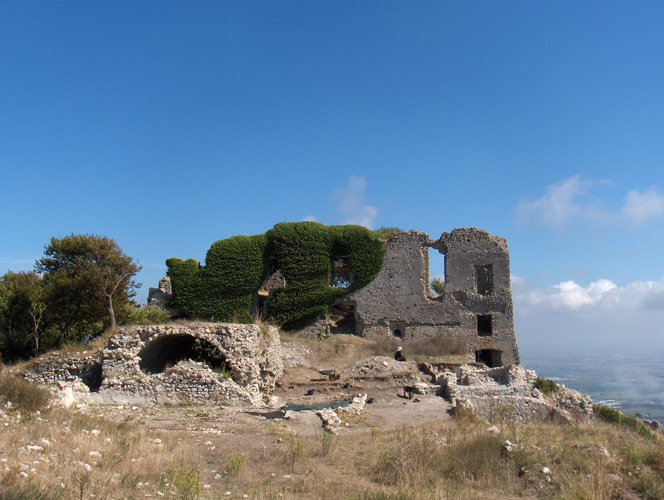
Vista laterale dei resti del Palazzo medievale della Rocca

Sul versante orientale ed in particolare sul crinale, si sviluppa un primo villaggio, racchiuso entro un'ulteriore cinta muraria, con due porte d’accesso ed un torrione pentagonale all’estremità occidentale. Il villaggio/borgo, che si sviluppa direttamente a ridosso del recinto fortificato superiore, verso ovest, è caratterizzato, altresì, dalla presenza di un piccolo edificio religioso, da alcuni edifici di grandi dimensioni con più ambienti e da un articolato sistema di approvvigionamento delle acque piovane che si può notare attraverso una serie di piccole cisterne comunicanti tra loro. La piccola chiesa scoperta è caratterizzata da un'unica navata, monoabsidata e, in epoca successiva, fu utilizzata come area cimiteriale. Difatti la pavimentazione è stata asportata in vaste porzioni per consentire la deposizione di sepolture.
Sul versante sud dell’altura, ci si trova in un secondo villaggio caratterizzato da una serie di abitazioni a tre o quattro ambienti. La terza ed ultima cortina muraria racchiude ad est ed a ovest l’intero complesso con due tratti rettilinei disgiunti, orientati in direzione nord-sud. Ulteriori strutture difensive sono ubicate lungo il crinale che scende verso il mare: si tratta di un lungo antemurale di notevoli dimensioni, potenziato da due torrioni e conservato solo in fondazione, che doveva separare, con funzione di difesa, il versante nord dell’altura - unico sentiero di accesso all’insediamento fortificato - da quello sud, inaccessibile perché molto ripido e privo di vegetazione.
Tra i numerosi edifici che compongono la Rocca (ad oggi ne sono stati identificati tredici) è stato portato alla luce, durante le campagne di scavo,  un ambiente composto da varie stanze e dotato di ben due cisterne per la raccolta dell’acqua piovana, ubicato alle spalle della chiesa. L’articolazione interna dell’edificio fa pensare a un uso del corpo di fabbrica diverso da quello semplicemente abitativo: molto probabilmente si trattava di un magazzino per la raccolta e la distribuzione di derrate, forse con il piano superiore adibito ad abitazione. L’abbandono del complesso, in base ai dati materiali e numismatici, avvenne alla fine del XV secolo d.C.

## Origini e sviluppi territoriali e sociali

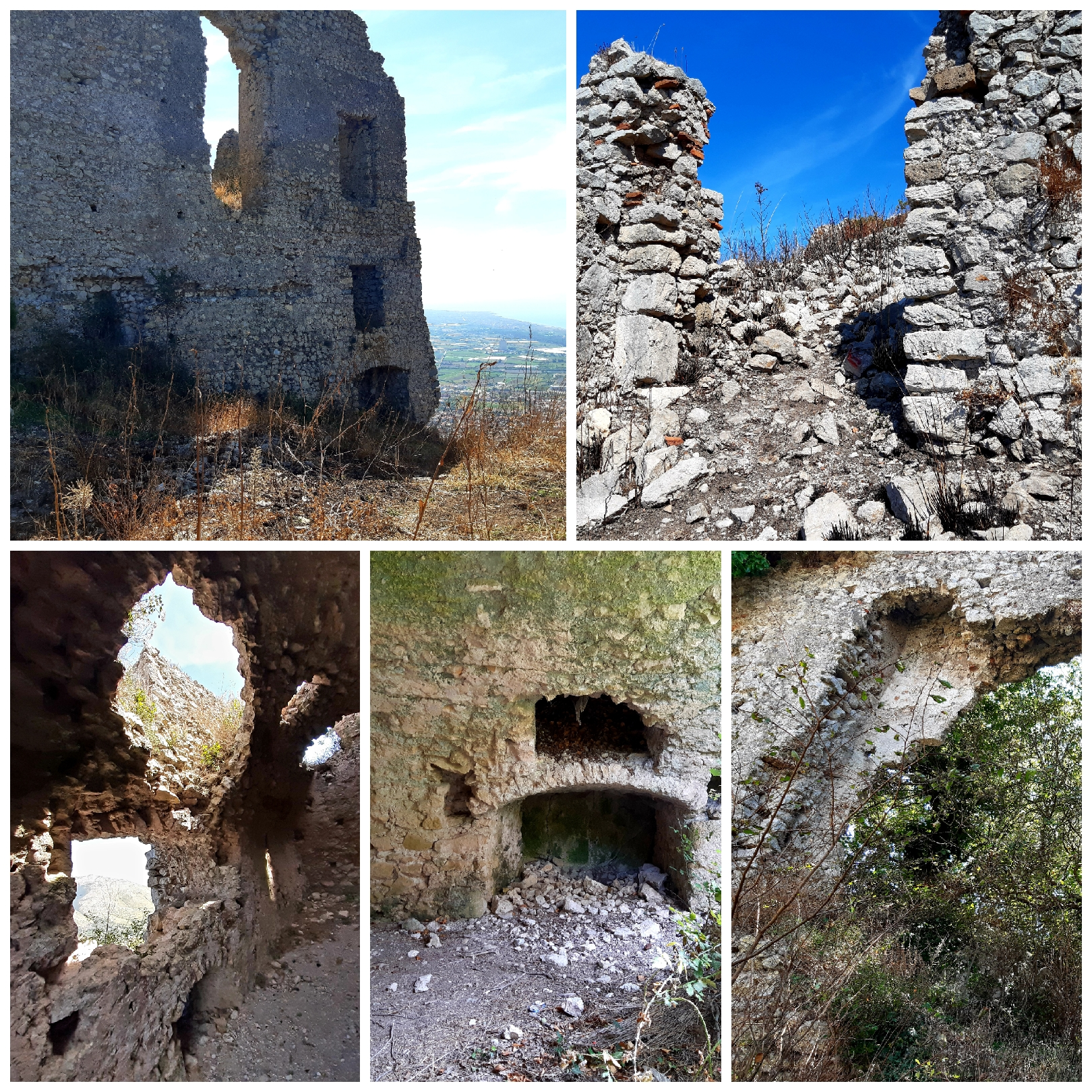
Foto facciata laterale, portone d'accesso al 1° borgo, camino del camerone e canna fumaria, stanza.

L'individuazione della fornace ha permesso di cristallizzare ciò che è stato ipotizzato nei primi anni di scavo sulle potenzialità economiche della zona, connotata come area di cultura "aurunca". Gli Aurunci, popolazioni italiche definite dalle fonti letterarie anche Ausones, vengono considerati i più antichi popoli della Campania.. Tra l'altro l'insediamento fortificato della Rocca Montis Dragonis ha un suo precedente nell'esteso villaggio di capanne sviluppatosi tra la fine dell'Età del bronzo e gli inizi dell'Età del ferro, noto come "Villaggio dei Ciclamini", abitato per secoli dai discendenti degli Ausones. La parte centrale del villaggio, che si trova nel punto più alto del Monte Petrino, a 412 m s.l.m., fu coperta inevitabilmente durante il Medioevo dalle case e dalle strutture difensive costruite sulla Rocca.
Durante il processo di romanizzazione, proprio quei territori divennero il palcoscenico delle battaglie tra i Romani e gli Aurunci, iniziate già a partire dal 503 a.C. Scrivendo sugli avvenimenti del IV secolo a.C., Livio narra che: "Partiti da Sora, i consoli trasferiscono la guerra nelle campagne e nelle città degli Ausoni. L'arrivo dei Sanniti in concomitanza con la battaglia di Lautule aveva infatti favorito un'insurrezione generale, e in molte zone della Campania erano stati organizzati complotti contro Roma, tanto che neppure Capua restò esente da sospetti. [...] Così vennero occupate le porte e nello stesso istante anche le tre città (n.d.a. dei popoli italici) furono catturate, con il medesimo espediente. Ma poiché l'assalto non avvenne alla presenza dei capi, non vi fu freno al massacro, e gli Ausoni vennero decimati per un'accusa di tradimento poco affidabile, come se si fosse trattato di una guerra all'ultimo sangue."
Nell'anno 314 a.C., gli Aurunci vennero massacrati dagli invasori ed ebbe inizio il processo di trasformazione, o meglio adeguamento, dei centri rurali alle nuove esigenze dei Romani, sia in senso politico che amministrativo. Fecero passare, proprio in queste zone, il percorso della via Appia nel 312 a.C. e si gettarono le basi per la fondazione dell'antica colonia di Sinuessa nel 296 a.C., ubicata in parte nell'attuale territorio del Comune di Mondragone e in parte  in quello di Sessa Aurunca, che divenne famosa all'epoca per le sue aquae Sinuessanae (acque termali) e per la commercializzazione del vino Falerno. In queste terre, nel 217 a.C., vi fu la battaglia dell'Ager Falernus tra i romani e i cartaginesi guidati da Annibale. Questi si portò sino alle mura della città causando ingenti danni alle colture locali anche se non riuscì mai ad avere la meglio e fu costretto a ripiegare: "[...] mise a ferro e fuoco il Falerno, ed i coloni di Sinuessa [...]".
Quando Sinuessa inizió lentamente a scomparire (persecuzioni, invasioni barbariche e cataclismi naturali), parte dei superstiti si rifugiarono sul Monte Petrino creando i primi villaggi.
Altri Insediamenti, databili dalla seconda metà del IV al III sec. a.C., sono stati rinvenuti in molte aree dell'ager Falernus, ma particolarmente significativi appaiono quelli individuati a sud di Mondragone, in località Pineta Nuova, un'area che si trova tra l'attuale corso del fiume Savone (fiume Savo) a nord e quello del fiume Volturno a sud. In queste zone è stato scoperto un santuario, che prese il nome di "Panetelle": scoperto in una prima campagna di scavo condotta dagli archeologi W. Johannowsky e N. Valenza nel 1969, fu oggetto di studi e di altri due scavi, uno nel 1975 e un altro nel 1977, condotto da G. Tocco, con la partecipazione di V. Sampaolo.

### Villaggio dei Ciclamini
È un villaggio protostorico rinvenuto durante la campagna di scavo del 2001. Situato in parte sulla sommità del Monte Petrino e in parte sui crinali (est-ovest), venne chiamato “Villaggio dei Ciclamini” perché l’ambiente naturale è adatto alla fioritura di ginestre e piante di ciclamini. Furono rinvenuti i resti di circa ottanta capanne di forma circolare irregolare costruite incidendo il calcare della stessa collina. Tutti i reperti rinvenuti sono attualmente esposti presso il Museo Civico Biagio Greco di Mondragone e sono stati datati tra il IX e la fine del VII sec. a.C.  La parte centrale del villaggio (che si trovava dove ora è situata la Rocca) fu rioccupata nel Medioevo e sulle sue pietre venne edificata la Rocca Montis Dragonis. Quest’ultimo dato è stato confermato da uno scavo effettuato nel 2004 quando, sotto il pavimento di una piccola chiesa con abside ormai distrutta, vennero rinvenuti alcuni frammenti di ceramica d’impasto e buche scavate all’interno della roccia che avevano lo scopo di contenere paletti per sostenere il tetto di una capanna protostorica.

## Medioevo

### Vandali, Goti e Greci
Durante il lento declino della colonia romana di Sinuessa, i suoi abitanti si divisero tra coloro che avevano deciso di rimanere sulla costa e quelli invece che si erano rifugiati sul Monte Petrino. A questo punto, nel 410 d.C., entrarono in Italia i Goti, guidati da Alarico. Questi, dopo l’invasione delle province settentrionali, assediarono e saccheggiarono Roma avviandosi inevitabilmente verso la via Appia e il territorio di Capua. Passando per quelle zone, furono colpite tutte le terre delle Campania, compresa la ormai distrutta Sinuessa e i primi insediamenti costruiti sul Petrino non restarono immuni.
Successivamente furono i Vandali, guidati da Genserico, che nel 455 d.C., distrussero tutta la Campania e bruciarono i ricostruiti ricoveri sul mare di Sinuessa e quelli sulla Rocca. Tuttavia, proprio su quest'ultima riprese la vita e la morente Sinuessa fu lentamente dimenticata.
Da questo momento in avanti, ci fu una piccola parentesi di pace, sotto il regno di Teodorico con cui la dominazione gotica restituì all’Italia un leggero benessere. Tuttavia, nel 544 d.C. il re Totila, durante la lunga guerra contro i greci, smantellò città e castelli per non farne trarre beneficio ai suoi nemici. Tremò la Campania, Napoli fu conquistata e le prime rudimentali costruzioni fortificate sul Monte Petrino furono date alle fiamme. Successivamente, nel 553 d.C., i Greci sconfissero i Goti in battaglia e quei territori furono riordinati con le loro nuove leggi.

### I Longobardi
L'ipotesi più accreditata, che peraltro non risulta dimostrata in alcun testo scritto, è che la prima vera e propria fortificazione sul Monte Petrino fu fatta erigere dai Longobardi di Capua per esigenze di politiche territoriali. Tuttavia, nell'anno 879, dopo la morte del vescovo e conte longobardo Landolfo II, tutto il territorio divenne frammentato e suddiviso tra i vari nipoti.
Le origini della Rocca Montis Dragonis dovettero essere inevitabilmente collegate alla storia di Capua e di Carinola perché, in quel periodo, proprio quei territori furono parte integrante delle mire espansionistiche della dinastia capuana sotto l'egida di Landone III, nipote del vescovo longobardo. La sua eredità, infatti, ricomprendeva i territori di Capua e del gastaldato di Carinola, da cui dipendevano l'antico ager Falernus, la parte orientale e meridionale del Monte Massico, il Monte Petrino fino al mare e fino ai bagni delle aquae Sinuessanae, la pianura di Castelvolturno fino al fiume Savone.
Una prima fortificazione, quindi, venne utilizzata esclusivamente come avamposto durante le guerre per il dominio sulla regione combattute tra Papato, Capuani, Napoletani, Beneventani e Gaetani, e poi da un'alleanza di questi contro i Saraceni, conflitto conclusosi con la sconfitta di quest'ultimi nel 915 d.C. presso Monte Argento, tra le foci del fiume Garigliano e Minturno.
Ciò che è chiaro, quindi, è che la nascente Rocca restò nelle mani dei longobardi fino all'anno 1058 quando, dopo la dura sconfitta contro i Normanni nella Battaglia di Civitate, il Principato di Capua, da cui dipendeva, fu acquisito dal normanno Riccardo I Conte di Aversa e gestito, successivamente, dai suoi discendenti fino agli inizi del XII secolo.

### I Normanni
Questo popolo scese in Italia, inizialmente, a dare manforte ai Longobardi in qualità di mercenari. Quest'ultimi li utilizzarono per scacciare in modo definitivo i Saraceni e i Greci dalle loro terre. Tuttavia, questa iniziativa gli si ritorse contro in quanto, gli stessi Normanni, ebbero cognizione della ricchezza paesaggistica e strategica di quei luoghi e, col passare del tempo, iniziarono a rivendicarli, ricorrendo molto spesso anche all'uso della forza. La famiglia normanna che ebbe la meglio fu quella degli Altavilla e governò il meridione italiano sino all'arrivo degli Svevi. Si presume che proprio da questa famiglia fu attribuito il nome "Rocca" sulla nascente fortificazione in quanto uno dei reggenti, Drogone d'Altavilla, l'avrebbe ribattezzata col nome della figlia, Rocca d'Altavilla.
Nel 1078 Riccardo I morì e il figlio Giordano I gestì ed amministrò la Contea di Carinola insieme a suo figlio Riccardo II, il quale la cedette per successione al figlio Gionata che non riuscì a tramandarla a nessuno perché restò senza successori. Alla sua morte la contea tornò nelle mani della dinastia capuana fino all'ultimo principe di Capua e conte di Aversa (dal 1127 al 1156), Roberto II. 
Una delle prime testimonianze scritte riguardante la Rocca Montis Dragonis risale proprio all'età normanna e si rifà ad un atto di donazione del 1105 dove viene menzionato un  "Landenulphus Longobardus Cognomento Sarracenus Ecclesiae S. Iohannis Capuae sitae nonnulla donat praedia in monte prope locum montis Draconis, quae esse videntur in pertinentia terre praedicti loci montis draconis". Nel testo tuttavia non si parla di fortificazioni, bensì esclusivamente di una ripartizione territoriale.
Per capire quando si parla di vera e propria Rocca fortificata, bisogna fare riferimento alle devastazioni subite dagli insediamenti fortificati per mano del re normanno Ruggero II, re di Sicilia e di Puglia dal 1130 e fondatore della dominazione normanna sull'intera Italia meridionale. Conquistò la Rocca Montis Dragonis nel 1134, contro il volere dei baroni del Regno e di Papa Innocenzo II, rinforzandola con nuove difese. Dopo la sua morte, nel 1154, si riaccesero le lotte tra i baroni da lui spodestati e nel 1155, Riccardo dell'Aquila, conte di Fondi, si impossessò di Teano, di Sessa e della Rocca di Mondragone.
Nel 1192 essa fu nuovamente contesa tra le forze imperiali di Enrico VI, nominato re da Papa Celestino III, e le forze normanne di Tancredi - successore di Guglielmo il buono, morto nel 1189 e nipote di Ruggero II -, nominato re da Papa Clemente III. I sostenitori di Enrico VI erano capitanati dal tedesco Diopoldo d'Acerra (Hohenburg) che saccheggiò tutte le terre da Sessa Aurunca a Capua, arrivando ad assediare la Rocca di Mondragone. Il complesso fortificato risultò in un primo momento inespugnabile, tanto che Diopoldo, dopo mesi di battaglie fu costretto a ritirarsi. Tuttavia, il tedesco organizzò una simulazione di fuga dopo aver finto un ultimo assedio alla Rocca, rifugiandosi nelle vicinanze del fiume Garigliano e a Traetto. Dopo qualche tempo venne organizzata una falsa processione di penitenti (in realtà truppe camuffate da frati e chierici), che si diressero verso la Rocca al fine di venerare S. Ambrogio, patrono locale. Gli abitanti aprirono le porte e vennero assediati e conquistati da Diopoldo. Nel 1211 la Rocca Montis Dragonis viene donata dall'imperatore Ottone IV a Ruggero, figlio di Riccardo Conte di Fondi, che le aveva acquistate nel 1195 dall'imperatore Enrico VI.

### Gli Svevi
Durante l’età sveva, il castello con i villaggi passarono nelle mani di Federico II, incoronato a Roma nel 1220 da Papa Onorio III. Egli acquisì la Rocca Montis Dragonis nel 1221 e, assieme alle fortificazioni di Sessa e di Teano, la trasformò in uno dei suoi castra exempta: la Rocca godette di particolari attenzioni, nell’ambito della politica del regno, in virtù del suo ruolo di controllo territoriale. Vennero implementate le difese e fu valorizzato il suo ruolo come postazione militare. Infatti, la sua posizione in cima al Monte Petrino, le garantiva il controllo completo della viabilità di tutta la fascia costiera, da Gaeta a Napoli.
Nel 1227 la Rocca subì un pesante assedio dalle forze papaline, causato da profonde divergenze tra Federico II e il Papa Gregorio IX, conclusosi con la resa della città, seppur ben munita e fortificata. Dopo la sconfitta venne gestita e amministrata dall'Abbazia di Montecassino e affidata al governatore, frà Lionardo Cavaliere Teutonico. Intanto Federico II fece ritorno in quei territori e nel 1230, godendo ancora di profonda stima e rispetto da parte degli abitanti della Rocca, riuscì con il loro aiuto a riprendersi la fortificazione dalle mani dell'abate di Montecassino e, da quel momento, passò sotto la gestione del castellano Anneo di Rivomatricio.

### Gli Angioini
Nel 1250 Federico II morì e le testimonianze scritte riconducono le sorti della Rocca Montis Dragonis nelle vicende politico-patrimoniali dell'età angioina. In quel periodo Carlo I d'Angiò ebbe la meglio nello scontro con Corradino di Svevia per il controllo del regno di Sicilia e furono confiscati tutti i feudi appartenenti agli ultimi Svevi rimasti ed ai baroni che si erano ribellati alla volontà di Carlo. Tali patrimoni passarono tutti nelle mani delle famiglie fedeli alla casa angioina, soprattutto francesi.
In quel periodo la Rocca di Mondragone vide crescere il suo ruolo di punto strategico fondamentale per il controllo di tutta la costa, da Pozzuoli a Gaeta. È proprio per questa sua importanza geografica che nel 1269 passò nelle mani al Re Filippo di Tessaglia (Philippe de Courtenay), figlio dell'ultimo imperatore latino di Costantinopoli, Balduino II. Questo evento rientrava nelle strategie di Carlo I per rafforzare l'alleanza con l'Imperatore latino di Costantinopoli: a Filippo aveva già dato in sposa una figlia nel 1272, Beatrice d'Angiò (e dal matrimonio nacque Caterina di Fiandra), con lo scopo di sostenere le sue mire espansionistiche in Grecia e in Oriente.
Un documento in particolare, che si riferisce all'anno 1270, descrive l'esistenza di un porto collegato alla Rocca Montis Dragonis dal quale dovevano partire dei carichi di miglio per Napoli, per poi essere trasferiti a Firenze.
Nel 1272 la Rocca necessitava di interventi di manutenzione strutturale, di cui non si conosce l'entità, e nel 1278 venne incaricato, da Carlo I d'Angiò, un Giustiziere di Terra di Lavoro ad effettuare un sopralluogo per fare una stima delle spese necessarie alla sua riparazione. Nel 1280 fu donata da Carlo I d'Angiò a Guglielmo d'Alneto, Gran Siniscalco e Viceré della Provenza, che arrivò in quelle terre col fine di conquistare il Regno al fianco di Carlo. Successivamente passò nelle mani di Sergio Siginolfo, un ricco nobile del Regno. Sotto la sua signoria la Rocca di Mondragone mantenne vascelli da trasporto e da guerra. Tra l'altro essa fu coinvolta in alcune battaglie tenutesi durante la Guerra del Vespro.
Negli ultimi anni del Duecento Carlo II d'Angiò confermò l'amministrazione della Rocca Montis Dragonis a Guglielmo d'Alneto, Milite e Signore anche di Teano e di Carinola, e la donò poi ad altri feudatari. L'erede di Carlo II, Carlo Martello, nel 1290 affidò la gestione e il controllo delle coste, da Mondragone a Gaeta, ad Adamo Arenga.
Un ulteriore documento evidenzia che, nel 1294, la Rocca passò sotto la giurisdizione di Carinola, continuando ad essere amministrata da Guglielmo d'Alneto.
Nel 1382 Carlo III di Durazzo concesse in feudo la Rocca Montis Dragonis ad un suo fedele, Francesco Dentice. Tuttavia, nel 1391 il figlio di Carlo III, Ladislao d'Angiò, col fine di rafforzare le nobili amicizie locali, assegnò ai signori Russo di Sannazaro e Castelluccio di Marzano un feudo sito in prossimità della Rocca di Mondragone.
La famiglia De Sannazzaro di Pavia attraverso il capostipite, Niccolò Sannazzaro, seguì Carlo III di Durazzo già dal 1380, quando scese nel meridione italiano col fine di conquista del Regno di Napoli. Egli servì bene il nuovo sovrano e per i suoi servigi ottenne un castello in Basilicata e altri possedimenti da amministrare in Terra di Lavoro: tra questi, la Rocca Montis Dragonis. Alla sua morte, il figlio Giacomo servì il nuovo sovrano angioino di Napoli, successore di Carlo III, Ladislao d'Angiò, con il quale instaurò un forte rapporto d'amicizia al punto tale da farsi donare definitivamente la Rocca di Mondragone e tutti i terreni che ne facevano parte, compresi quelli dell'antica Sinuessa. Tuttavia, quando il sovrano morì, non avendo eredi, la corona passò alla sorella Giovanna II, la quale nutrendo forti antipatie nei confronti dei fedeli del fratelli, privò la famiglia Sannazzaro di tutti i possedimenti ottenuti. Furono anni bui per i Sannazzaro a tal punto che il loro nome, gradualmente, si eclissò.
Dal 1430 la proprietà della Rocca Montis Dragonis passò nelle mani della famiglia di Giovan Antonio Marzano, duca di Sessa.
Nel XIV secolo, poi, venne gestita in toto dalla diocesi di Carinola, così come menzionato tra le "Decime dall'anno 1326", in cui vengono descritti gli anni 1365, 1372, 1381 e 1384 con tutti i personaggi storici del tempo.

### Gli Aragonesi
La fine della guerra del Vespro non placò le antipatie tra gli angioini e gli aragonesi, tanto che nel 1450 vi fu un profondo conflitto per la supremazia del Regno. I secondi ebbero la meglio sui primi e la Rocca Montis Dragonis, che a quel tempo era una delle fortezze più importanti del Ducato di Sessa, venne conquistata dalle truppe di Re Ferdinando I d'Aragona. La reggenza di quei territori passò nelle mani della famiglia dei Marzano che, con la loro rovina, nel 1464, causarono la fine del Ducato di Sessa: tutte le terre da loro possedute passarono quindi nelle mani della Corona. I successori dei Marzano furono i rappresentanti della famiglia di Antonio Carafa, che ottennero in feudo la Rocca e gran parte dei territori di Mondragone sino al 1690.

## Rinascimento
Quando la famiglia dei Marzano cadde in disgrazia dopo la congiura dei baroni contro Ferrante d'Aragona, la Rocca Montis Dragonis perse le sue funzioni di difesa e vi fu un lento e graduale abbandono della struttura che portò gli ultimi abitanti a stabilirsi ai piedi del Monte Petrino, dove era già stato edificato un primo villaggio chiamato "Villa dei Marchi" e che, successivamente, prese il nome di "Casale di Sant'Angelo", primo centro storico della città di Mondragone.
Tutti i Reggenti della Rocca che si susseguirono da quel momento in avanti non ebbero più la forza di manutenere il palazzo e tutti gli edifici adiacenti tanto che, col tempo, ha assunto la forma scheletrita visibile oggi.
Dopo i Carafa furono i Grillo i nuovi proprietari di quelle terre. Un documento ufficiale, infatti, mette in luce il passaggio dei possedimenti delle Terre di Mondragone al Marchese di Clarafuente, don Marco Antonio Grillo de Mari, e a i suoi discendenti, da parte di Sua Maestà Carlo II di Spagna con Decreto Regio del 4 novembre 1692.
Don Antonio Grillo, per merito di questo decreto, assunse il titolo di Duca di Mondragone. La famiglia Grillo amministrò le terre di Rocca Mondragone fino al 1806, anno dell'emanazione delle leggi eversive della feudalità.
A questa famiglia va attribuito il merito della costruzione del Palazzo Ducale, che ancora oggi rappresenta la storia della città, ma anche il demerito della scarsa manutenzione della Rocca Montis Dragonis con costi che, indubbiamente, richiedevano eccessivi sforzi economici. Tali problematiche furono altresì ingigantite dal fatto che, dopo l'acquisto delle Terre di Mondragone, il marchese Grillo scopri che il vecchio proprietario, Nicolò Carafa Gusman - Principe di Stigliano -, aveva accumulato molti debiti rimasti, inevitabilmente, ai nuovi proprietari.
Per tali motivi le spese di manutenzione divennero insostenibili e una delle roccaforti più imponenti della Terra di Lavoro, che ebbe la forza di proteggere generazioni di uomini e donne, venne a quel punto definitivamente abbandonata.

## I Reggenti della Rocca dal 1269 al 1806[2]
| 1269      | Filippo Re di Tessaglia, figlio di Balduino - Imperatore d'Oriente |
| 1280      | Gualtiero e Guglielmo d'Alneto                                     |
| 1282      | Goffredo di Ianvilla                                               |
| 1284      | Sergio Siginulfo                                                   |
| 1286      | Ruggiero di Loria e successori                                     |
| 1290      | Babilano di Loria                                                  |
| 1292      | Guglielmo d'Alneto                                                 |
| 1299-1300 | Nicola e Federico di Loria                                         |
| 1304-1306 | Sergio Siginulfo                                                   |
| 1306      | Bartolomeo Siginulfo                                               |
| 1328      | Francesco Balzo ed eredi, signore di Teano e Sessa - Duca d'Andria |
| 1373      | Tommaso Marzano ed eredi, Conte di Squillace                       |
| 1382      | Francesco Dentice, detto "Naccarella"                              |
| 1391      | Russo di Sannazaro e Castelluccio di Marzano                       |
| 1407      | Giacomo Sannazaro                                                  |
| 1430      | Giovan Antonio Marzano                                             |
| 1464      | Marino Marzano                                                     |
| 1464-1690 | Antonio Carafa della Stadera, Principe di Stigliano                |
| 1692-1806 | Don Marcantonio Grillo, III marchese di Clarafuente ed eredi       |